# Alice Castello
Alice Castello je italská obec v provincii Vercelli v oblasti Piemont.
K 31. prosinci 2011 zde žilo 2 749 obyvatel.

## Sousední obce
Borgo d'Ale, Cavaglià (BI), Roppolo (BI), Santhià, Tronzano Vercellese, Viverone (BI)